# Cosmoconus recurvus
Cosmoconus recurvus är en stekelart som beskrevs av Henry Keith Townes, Jr. och Gupta 1992. Cosmoconus recurvus ingår i släktet Cosmoconus och familjen brokparasitsteklar. Inga underarter finns listade i Catalogue of Life.